# روداره (لسکوواتس)
روداره (به صربی: Rudare) یک منطقهٔ مسکونی در صربستان است که در لسکواس واقع شده‌است. روداره ۵۵۱ نفر جمعیت دارد.